# Kristina Cook
Althea Kristina Cook (nacida como Althea Kristina Gifford, Rustington, 31 de agosto de 1970) es una jinete británica que compite en la modalidad de concurso completo.
Participó en dos Juegos Olímpicos de Verano, obteniendo tres medallas, dos de bronce en Pekín 2008, en las pruebas individual y por equipos (junto con Sharon Hunt, Katherine Dick, William Fox-Pitt y Mary King), y plata en Londres 2012, en la prueba por equipos (con William Fox-Pitt, Nicola Wilson, Zara Phillips y Mary King).
Ganó tres medallas en el Campeonato Mundial de Concurso Completo entre los años 1994 y 2014, y ocho medallas en el Campeonato Europeo de Concurso Completo entre los años 1993 y 2019.

## Palmarés internacional
| Juegos Olímpicos   | Juegos Olímpicos            | Juegos Olímpicos  | Juegos Olímpicos |
| Año                | Lugar                       | Medalla           | Categoría        |
| ------------------ | --------------------------- | ----------------- | ---------------- |
| 2008               | Hong Kong (China)           | Medalla de bronce | Individual       |
| 2008               | Hong Kong (China)           | Medalla de bronce | Por equipos      |
| 2012               | Londres (Reino Unido)       | Medalla de plata  | Por equipos      |
| Campeonato Mundial |                             |                   |                  |
| Año                | Lugar                       | Medalla           | Categoría        |
| 1994               | La Haya (Países Bajos)      | Medalla de oro    | Por equipos      |
| 2010               | Lexington (Estados Unidos)  | Medalla de oro    | Por equipos      |
| 2014               | Caen (Francia)              | Medalla de plata  | Por equipos      |
| Campeonato Europeo |                             |                   |                  |
| Año                | Lugar                       | Medalla           | Categoría        |
| 1993               | Achselschwang (Alemania)    | Medalla de plata  | Individual       |
| 1995               | Pratoni del Vivaro (Italia) | Medalla de oro    | Por equipos      |
| 1997               | Burghley (Reino Unido)      | Medalla de bronce | Individual       |
| 1999               | Luhmühlen (Alemania)        | Medalla de oro    | Por equipos      |
| 2009               | Fontainebleau (Francia)     | Medalla de oro    | Individual       |
| 2009               | Fontainebleau (Francia)     | Medalla de oro    | Por equipos      |
| 2017               | Strzegom (Polonia)          | Medalla de oro    | Por equipos      |
| 2019               | Luhmühlen (Alemania)        | Medalla de plata  | Por equipos      |